# 1 Antybolszewicka Konferencja Jeńców Dowódców i Żołnierzy Armii Czerwonej, którzy wstąpili w Szeregi Rosyjskiego Ruchu Wyzwoleńczego
1 Antybolszewicka Konferencja Jeńców Dowódców i Żołnierzy Armii Czerwonej, którzy wstąpili w Szeregi Rosyjskiego Ruchu Wyzwoleńczego (ros. Первая антибольшевистская конференция военнопленных командиров и бойцов Красной армии, ставших в ряды Русского Освободительного Движения) – zjazd przedstawicieli Rosyjskiej Armii Wyzwoleńczej w Niemczech na początku 1943 r., podczas II wojny światowej.
Po wydaniu tzw. Deklaracji Smoleńskiej przez gen. Andrieja Własowa 27 grudnia 1942 r., rozpoczęło się tworzenie Rosyjskiej Armii Wyzwoleńczej (ROA). Powołano do życia ponadto Rosyjski Ruch Wyzwoleńczy, mający stanowić platformę działań prowadzonych przez gen. A. Własowa. W kwietniu 1943 r. w szkole propagandystów ROA w Dabendorfie pod Berlinem, który stał się centrum ruchu własowskiego, doszło do zjazdu przedstawicieli oficerów i żołnierzy nowo formowanej Rosyjskiej Armii Wyzwoleńczej. Był to kolejny krok na drodze do utworzenia u boku Niemców rosyjskiej siły zbrojnej w celu obalenia reżimu stalinowskiego w ZSRR. Głównym punktem konferencji było wystąpienie gen. Wasilija Małyszkina pt. Zadania Rosyjskiego Ruchu Wyzwoleńczego, w którym przedstawił podstawowe cele ruchu własowskiego. Na początku podkreślił narodowy charakter rewolucji 1917 r. w Rosji, nie rozróżniając między rewolucją lutową i rewolucją październikową. Następnie przyznał narodom zamieszkującym ZSRR prawo do niezawisłości narodowej. Na końcu wystąpił z ofertą współpracy z białą emigracją rosyjską, co było skierowane przede wszystkim do kręgów młodego pokolenia. Wkrótce z powodu sprzeciwu Adolfa Hitlera nastąpiło jednak zahamowanie rozwoju ruchu własowskiego, zaś sam gen. A. Własow został osadzony w areszcie domowym w Berlinie.